# Гойтисоло, Хосе Агустин
Хосе́ Агусти́н Гойтисо́ло (исп. José Agustín Goytisolo Gay; 13 апреля 1928, Барселона — 19 марта 1999, Барселона) — испанский поэт и переводчик, представитель поколения 50-х.

## Биография
Мать погибла при бомбардировке Барселоны итальянской авиацией в 1938 (позднее поэт посвятил её памяти ряд произведений, они собраны в книге 1993 года). Учился на юридическом факультете Барселонского университета, окончил учёбу в Мадриде. Кроме стихов, переводил с итальянского (Чезаре Павезе, Сальваторе Квазимодо, Пьер Паоло Пазолини), каталонского (Сальвадор Эсприу), русского (Есенин). Составил антологии Лесамы Лимы и Борхеса.
Погиб при случайном падении из окна (есть мнение, что это было самоубийством)
Младшие братья — известные писатели Хуан и Луис Гойтисоло.

## Сочинения
- Возвращение/ El retorno (1955)
- Salmos al viento (1956)
- Claridad (1959)
- Решающие годы/ Años decisivos (1961)
- Algo sucede (1968)
- Bajo tolerancia (1973)
- Taller de Arquitectura (1976)
- О времени и забвении/ Del tiempo y del olvido (1977)
- Los pasos del cazador (1980)
- A veces gran amor (1981)
- Sobre las circunstancias (1983)
- Final de un adiós (1984)
- La noche le es propicia (1992, Премия критики)
- El ángel verde y otros poemas encontrados (1993)
- Элегии для Хулии Гай/ Elegías a Julia Gay (1993)
- Como los trenes de la noche (1994)
- Cuadernos de El Escorial(1995)

## Публикации на русском языке
- [Стихи]/ Пер. Натэллы Горской. Иностранная литература, 1975, № 11
- [Стихи]/ Пер. С.Гончаренко// Из современной испанской поэзии. М.: Прогресс, 1979

## Признание
Премия «Адонаис» (1954), премия Боскана (1956), премия Аузиаса Марка (1959). Крест Сант-Жорди (1985).
В 2004 году Пако Ибаньес выпустил диск песен на стихи Хосе Агустина Гойтисоло, с которым дружил.